# Mattie McGrath

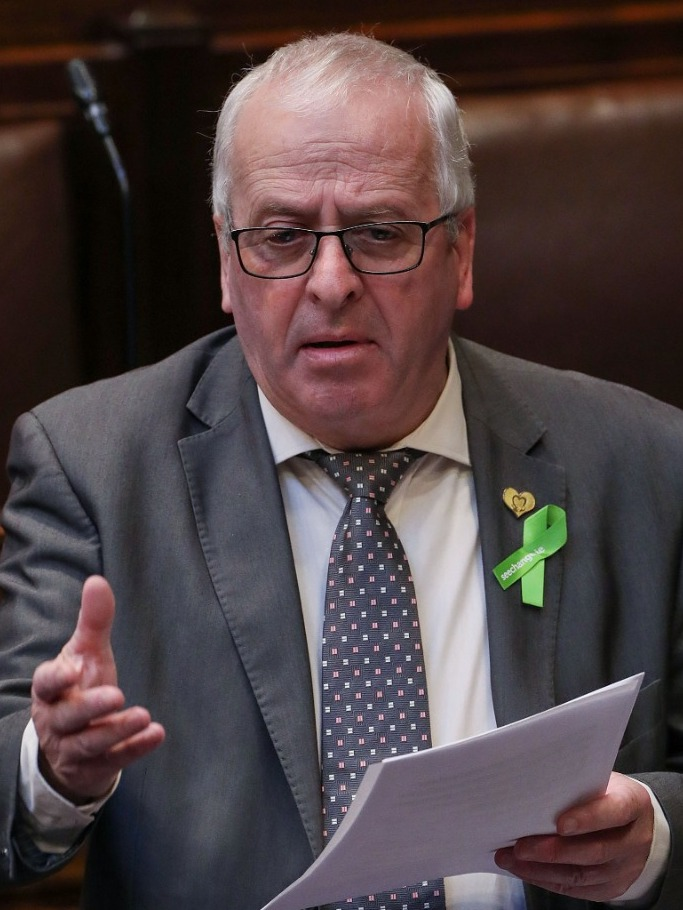
Mattie McGrath (2022)

Mattie McGrath (irisch Maitiú Mag Craith, * 1. September 1958 in Newcastle, County Tipperary, Irland) ist ein irischer Politiker und seit 2007 Teachta Dála im Unterhaus des irischen Parlaments.

## Leben
McGrath studierte am University College Cork. 1999 wurde er erstmals in den South Tipperary County Council gewählt. 2004 wurde er wiedergewählt. Für die Fianna Fáil trat er 2007 im Wahlkreis Tipperary South zur Wahl in den Dáil Éireann an und wurde gewählt.
Nachdem er sich 2010 mit seiner Partei überworfen hatte, erklärte er im Januar 2011, dass er nicht mehr für die Fianna Fáil, sondern als Unabhängiger an. Seinen Wahlerfolg von 2007 konnte er 2011, 2016, 2020 und 2024 wiederholen.
Er ist Teil der Gruppe der Unabhängigen aus dem ländlichen Raum (Rural Group of Independents) im Dáil Éireann.
McGrath trat mehrfach mit rechtsextremen Äußerungen auf, die sich auf die gleichgeschlechtliche Ehe, Schwangerschaftsabbruch oder Autismus bezogen, aber im Besonderen während der COVID-Pandemie in Verschwörungsideologien und Vergleichen mit dem Nationalsozialismus und Apartheid kulminierten.

## Privates
McGrath ist seit 1987 mit Margaret Sherlock verheiratet, mit der er acht Kinder hat.